# Tour Down Under 2016
Il Tour Down Under 2016, diciottesima edizione della corsa, valido come prima prova dell'UCI World Tour 2016, si è svolto in sei tappe, dal 19 al 24 gennaio 2016, su un percorso di complessivi 781,3 km con partenza da Prospect e arrivo ad Adelaide, Australia. È stato vinto dall'australiano Simon Gerrans che ha concluso la gara in 19h11'33", alla media di 40,70 km/h.
Hanno concluso la gara 134 ciclisti.

## Tappe
| Tappa  | Data       | Percorso                     | km    | Vincitore di tappa | Leader cl. generale |
| ------ | ---------- | ---------------------------- | ----- | ------------------ | ------------------- |
| 1ª     | 19 gennaio | Prospect > Lyndoch           | 130,8 | Caleb Ewan         | Caleb Ewan          |
| 2ª     | 20 gennaio | Unley > Stirling             | 132   | Jay McCarthy       | Jay McCarthy        |
| 3ª     | 21 gennaio | Glenelg > Campbelltown       | 139   | Simon Gerrans      | Simon Gerrans       |
| 4ª     | 22 gennaio | Norwood > Victor Harbor      | 138   | Simon Gerrans      | Simon Gerrans       |
| 5ª     | 23 gennaio | McLaren Vale > Willunga Hill | 151,5 | Richie Porte       | Simon Gerrans       |
| 6ª     | 24 gennaio | Adelaide > Adelaide          | 90    | Caleb Ewan         | Simon Gerrans       |
| Totale | Totale     | Totale                       | 781,3 |                    |                     |

## Squadre partecipanti
| N.    | Cod. | Squadra                     |
| ----- | ---- | --------------------------- |
| 1-7   | BMC  | BMC Racing Team             |
| 11-17 | OGE  | Orica-GreenEDGE             |
| 21-27 | TGA  | Team Giant-Alpecin          |
| 31-37 | SKY  | Team Sky                    |
| 41-47 | LTS  | Lotto-Soudal                |
| 51-57 | CPT  | Cannondale Pro Cycling Team |
| 61-67 | TFS  | Trek-Segafredo              |
| 71-77 | TNK  | Tinkoff                     |
| 81-87 | ALM  | AG2R La Mondiale            |
| 91-97 | AST  | Astana Pro Team             |

| N.      | Cod. | Squadra                     |
| ------- | ---- | --------------------------- |
| 101-107 | KAT  | Team Katusha                |
| 111-117 | FDJ  | FDJ                         |
| 121-127 | MOV  | Movistar Team               |
| 131-137 | IAM  | IAM Cycling                 |
| 141-147 | EQS  | Etixx-Quick Step            |
| 151-157 | TLJ  | Team Lotto NL-Jumbo         |
| 161-167 | LAM  | Lampre-Merida               |
| 171-177 | DDD  | Team Dimension Data         |
| 181-187 | DPC  | Drapac Professional Cycling |
| 191-197 | UNI  | Team UniSA-Australia        |

## Dettagli delle tappe

### 1ª tappa
- 19 gennaio: Prospect > Lyndoch – 130,8 km

Risultati
| Pos. | Corridore      | Squadra    | Tempo    |
| ---- | -------------- | ---------- | -------- |
| 1    | Caleb Ewan     | Orica      | 3h24'13" |
| 2    | Mark Renshaw   | Dimension  | s.t.     |
| 3    | Wouter Wippert | Cannondale | s.t.     |

| Pos. | Corridore       | Squadra   | Tempo    |
| ---- | --------------- | --------- | -------- |
| 1    | Caleb Ewan      | Orica     | 3h24'03" |
| 2    | Mark Renshaw    | Dimension | a 4"     |
| 3    | Alexis Gougeard | AG2R      | a 4"     |

### 2ª tappa
- 20 gennaio: Unley > Stirling – 132 km

Risultati
| Pos. | Corridore    | Squadra | Tempo    |
| ---- | ------------ | ------- | -------- |
| 1    | Jay McCarthy | Tinkoff | 3h26'40" |
| 2    | Diego Ulissi | Lampre  | s.t.     |
| 3    | Rohan Dennis | BMC     | s.t.     |

| Pos. | Corridore     | Squadra | Tempo    |
| ---- | ------------- | ------- | -------- |
| 1    | Jay McCarthy  | Tinkoff | 6h50'43" |
| 2    | Diego Ulissi  | Lampre  | a 4"     |
| 3    | Simon Gerrans | Orica   | a 5"     |

### 3ª tappa
- 21 gennaio: Glenelg > Campbelltown – 139 km

Risultati
| Pos. | Corridore     | Squadra    | Tempo    |
| ---- | ------------- | ---------- | -------- |
| 1    | Simon Gerrans | Orica      | 3h37'34" |
| 2    | Rohan Dennis  | BMC        | s.t.     |
| 3    | Michael Woods | Cannondale | s.t.     |

| Pos. | Corridore     | Squadra | Tempo     |
| ---- | ------------- | ------- | --------- |
| 1    | Simon Gerrans | Orica   | 10h28'12" |
| 2    | Jay McCarthy  | Tinkoff | a 3"      |
| 3    | Rohan Dennis  | BMC     | a 5"      |

### 4ª tappa
- 22 gennaio: Norwood > Victor Harbor – 138 km

Risultati
| Pos. | Corridore       | Squadra | Tempo    |
| ---- | --------------- | ------- | -------- |
| 1    | Simon Gerrans   | Orica   | 3h13'59" |
| 2    | Ben Swift       | Sky     | s.t.     |
| 3    | Giacomo Nizzolo | Trek    | s.t.     |

| Pos. | Corridore     | Squadra | Tempo     |
| ---- | ------------- | ------- | --------- |
| 1    | Simon Gerrans | Orica   | 13h41'58" |
| 2    | Jay McCarthy  | Tinkoff | a 14"     |
| 3    | Rohan Dennis  | BMC     | a 26"     |

### 5ª tappa
- 23 gennaio: McLaren Vale > Willunga Hill – 151,5 km

Risultati
| Pos. | Corridore     | Squadra    | Tempo    |
| ---- | ------------- | ---------- | -------- |
| 1    | Richie Porte  | BMC        | 3h34'16" |
| 2    | Sergio Henao  | Sky        | a 6"     |
| 3    | Michael Woods | Cannondale | a 9"     |

| Pos. | Corridore     | Squadra | Tempo     |
| ---- | ------------- | ------- | --------- |
| 1    | Simon Gerrans | Orica   | 17h16'31" |
| 2    | Richie Porte  | BMC     | a 9"      |
| 3    | Sergio Henao  | Sky     | a 11"     |

### 6ª tappa
- 24 gennaio: Adelaide > Adelaide – 90 km

Risultati
| Pos. | Corridore       | Squadra   | Tempo    |
| ---- | --------------- | --------- | -------- |
| 1    | Caleb Ewan      | Orica     | 1h22'02" |
| 2    | Mark Renshaw    | Dimension | s.t.     |
| 3    | Giacomo Nizzolo | Trek      | s.t.     |

| Pos. | Corridore     | Squadra | Tempo     |
| ---- | ------------- | ------- | --------- |
| 1    | Simon Gerrans | Orica   | 19h11'33" |
| 2    | Richie Porte  | BMC     | a 9"      |
| 3    | Sergio Henao  | Sky     | a 11"     |

## Evoluzione delle classifiche
| Tappa              | Vincitore          | Classifica generale Maglia ocra | Classifica scalatori Maglia a pois | Classifica sprint Maglia rossa | Classifica giovani Maglia bianca | Classifica a squadre        | Corridore più combattivo |
| ------------------ | ------------------ | ------------------------------- | ---------------------------------- | ------------------------------ | -------------------------------- | --------------------------- | ------------------------ |
| 1ª                 | Caleb Ewan         | Caleb Ewan                      | Sean Lake                          | Caleb Ewan                     | Caleb Ewan                       | Cannondale Pro Cycling Team | Alexis Gougeard          |
| 2ª                 | Jay McCarthy       | Jay McCarthy                    | Manuele Boaro                      | Caleb Ewan                     | Jay McCarthy                     | Cannondale Pro Cycling Team | Adam Hansen              |
| 3ª                 | Simon Gerrans      | Simon Gerrans                   | Sergio Henao                       | Jay McCarthy                   | Jay McCarthy                     | Cannondale Pro Cycling Team | Laurens De Vreese        |
| 4ª                 | Simon Gerrans      | Simon Gerrans                   | Sergio Henao                       | Jay McCarthy                   | Jay McCarthy                     | Cannondale Pro Cycling Team | David Tanner             |
| 5ª                 | Richie Porte       | Simon Gerrans                   | Sergio Henao                       | Simon Gerrans                  | Jay McCarthy                     | Cannondale Pro Cycling Team | R. Janse van Rensburg    |
| 6ª                 | Caleb Ewan         | Simon Gerrans                   | Sergio Henao                       | Simon Gerrans                  | Jay McCarthy                     | Cannondale Pro Cycling Team | Maarten Tjallingii       |
| Classifiche finali | Classifiche finali | Simon Gerrans                   | Sergio Henao                       | Simon Gerrans                  | Jay McCarthy                     | Cannondale Pro Cycling      | -                        |

## Classifiche finali

### Classifica generale - Maglia ocra
| Pos. | Corridore       | Squadra      | Tempo     |
| ---- | --------------- | ------------ | --------- |
| 1    | Simon Gerrans   | Orica        | 19h11'33" |
| 2    | Richie Porte    | BMC          | a 9"      |
| 3    | Sergio Henao    | Sky          | a 11"     |
| 4    | Jay McCarthy    | Tinkoff      | a 20"     |
| 5    | Michael Woods   | Cannondale   | a 20"     |
| 6    | Rubén Fernández | Movistar     | a 28"     |
| 7    | D. Pozzovivo    | AG2R         | a 28"     |
| 8    | Rafael Valls    | Lotto-Soudal | a 36"     |
| 9    | Steve Morabito  | FDJ          | a 49"     |
| 10   | Patrick Bevin   | Cannondale   | a 50"     |

### Classifica scalatori - Maglia a pois
| Pos. | Corridore       | Squadra      | Punti |
| ---- | --------------- | ------------ | ----- |
| 1    | Sergio Henao    | Sky          | 38    |
| 2    | Richie Porte    | BMC          | 28    |
| 3    | Michael Woods   | Cannondale   | 20    |
| 4    | Lars Boom       | Astana       | 12    |
| 5    | Thomas De Gendt | Lotto-Soudal | 9     |

### Classifica sprint - Maglia rossa
| Pos. | Corridore         | Squadra    | Punti |
| ---- | ----------------- | ---------- | ----- |
| 1    | Simon Gerrans     | Orica      | 51    |
| 2    | Jay McCarthy      | Tinkoff    | 46    |
| 3    | Caleb Ewan        | Orica      | 38    |
| 4    | Wouter Wippert    | Cannondale | 19    |
| 5    | Laurens De Vreese | Astana     | 10    |

### Classifica giovani - Maglia bianca
| Pos. | Corridore         | Squadra    | Tempo     |
| ---- | ----------------- | ---------- | --------- |
| 1    | Jay McCarthy      | Tinkoff    | 19h11'53" |
| 2    | Rubén Fernández   | Movistar   | a 8"      |
| 3    | Patrick Bevin     | Cannondale | a 30"     |
| 4    | Floris Gerts      | BMC        | a 24'49"  |
| 5    | G. Van Keirsbulck | Etixx      | a 30'51"  |

### Classifica a squadre
| Pos. | Squadra                     | Tempo     |
| ---- | --------------------------- | --------- |
| 1    | Cannondale Pro Cycling Team | 57h37'15" |
| 2    | Movistar Team               | a 9"      |
| 3    | Etixx-Quick Step            | a 1'12"   |
| 4    | Team Katusha                | a 1'32"   |
| 5    | Lotto-Soudal                | a 1'49"   |